# Monferratói Hercegség
A Monferratói Hercegség (olaszul: Ducato del Monferrato, franciául: Duché du Montferrat) történelmi állam Észak-Itáliában, a Német-római Birodalom hűbéres állama, a Birodalomhoz tartozó Itáliai Királyság északi részén, a mai Olaszország Piemont régiójának területén.

## Földrajzi fekvése
Fennállásának századaiban a Monferratói (Montferrat-i) állam 2750 km²-t kitevő területe Itália északnyugati részén, a Nyugati-Alpok keleti előterében feküdt. Nyugatról a Piemonti Hercegség, keletről a Milánói Hercegség (Lombardia), dél felől a Genovai Köztársaság határolta. Fővárosa, az uralkodó székhelye Casale Monferrato városa volt.
Monferrato történelmi tájegység alakja és földrajzi fekvése a rajta létesült fejedelemségek (grófság, őrgrófság, majd hercegség) teljes fennállása alatt nagyjából változatlan maradt: Monferrato két nagyobb, egymástól elkülönült területből állt: északi tömbje a mai olaszországi Vercelli megye és Torino megye területén, déli tömbje a mai Alessandria megye, Asti megye és Cuneo megye területén feküdt. Az északi és déli területi tömböt egy keskeny területsáv kötötte össze, mely Asti és Castello di Annone községek között húzódott.

## Történelme
A 947-ben alapított Monferratói grófságot, a Német-római Birodalom hűbéres államát 967-ban, Alérame gróf uralkodásának idején I. Ottó császár őrgrófság rangjára emelte. Alérame és leszármazottai, az Aléramidák (Aleramici) alkotják az egyik legrégibb itáliai főnemesi családot, mely 1305-ig uralkodott Monferratóban, Saluzzóban, Savonában és más itáliai fejedelemségekben. Az utolsó Aléramida uralkodó (I. János) halála után a bizánci Palaiologosz-ház  (Paleológ-ház) tagjai uralták Monferratót. Az utolsó Paleológ-házi őrgróf (János György) halála (1533) után a fejedelemséget elfoglalták I. Károly spanyol király csapatai. 1536-tól Monferrató a Gonzaga-ház uralma alá került, akik 1536-tól a Mantova hercegének uralkodói címet is viselték. Monferrato sorsa ettől kezdve szorosan kötődött a Mantovai Hercegség történelmének fordulataihoz (egészen 1708-ig).

A Monferratói Hercegség térképe (1648)

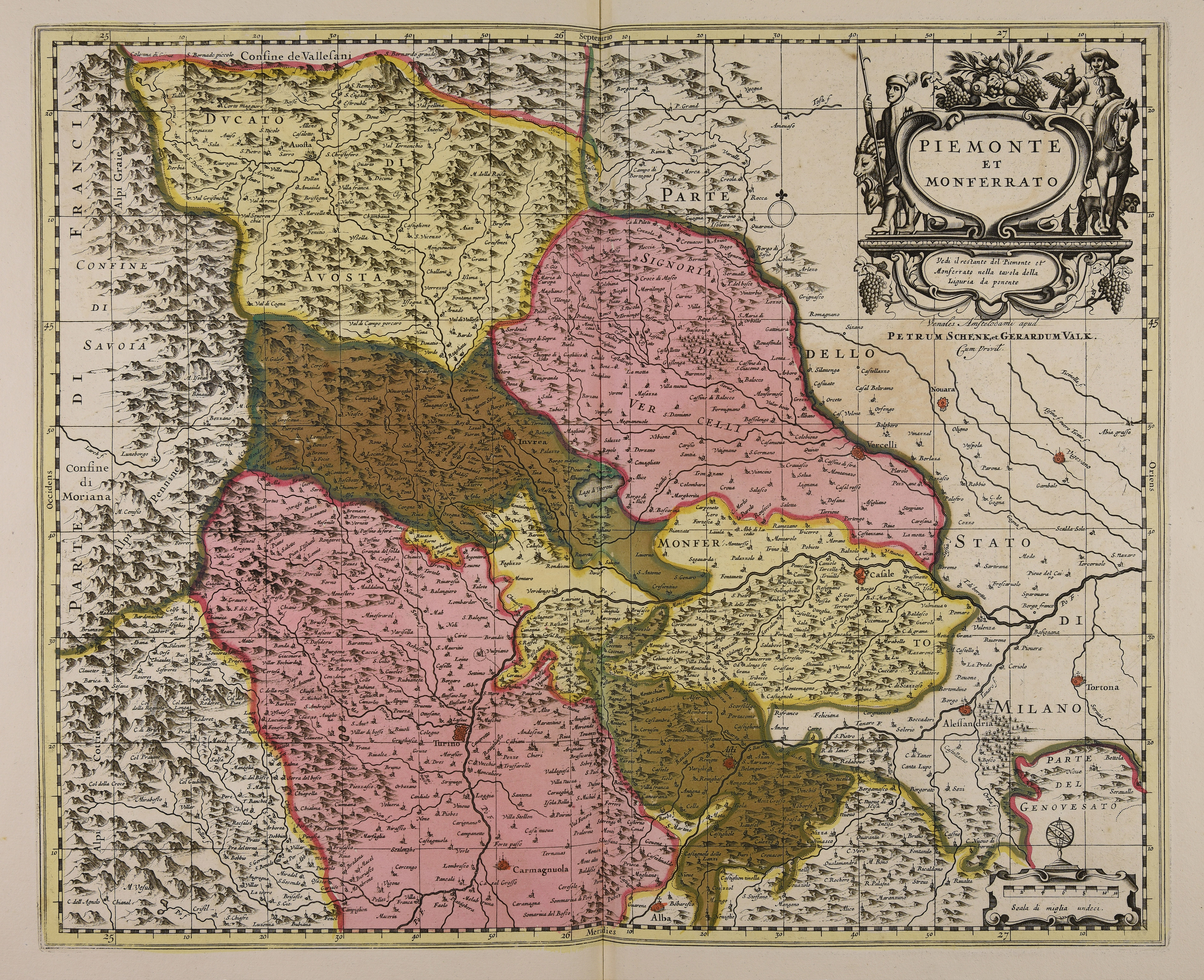
Piemont és Monferrato térképe (1673 körül)

1574-ben II. Miksa német-római császár a Monferratói őrgrófságot hercegségi rangra emelte. 
1612-ben utód nélkül elhunyt Gonzaga IV. Ferenc, Mantova hercege. Utódlása miatt kitört a monferratói örökösödési háború (1613–1617), amelybe Spanyolország, Franciaország és a Savoyai Hercegség is beavatkozott. A pusztító háború harmadik évében, 1615-ben az első asti békeszerződésben III. Fülöp spanyol király követelésére I. Károly Emánuel savoyai herceg lemondott a Monferratói Hercegségre támasztott igényéről. A szerződést azonban nem írták alá, a háború folytatódott 1617-ig. A második, 1617-es asti békeszerződésben Gonzaga Ferdinánd mantovai herceget, bíborost megerősítették a Monferratói Hercegség uralkodójaként, az 1612-ben elhunyt Gonzaga Ferenc (Francesco) törvényes örököseként.
Gonzaga Ferdinánd, Mantova és Monferrato hercege 1626-ban utód nélkül elhunyt. Örökébe az öccse, II. Vincent (1594–1627), egykori bíboros lépett, akit kitaszítottak a katolikus egyházból, mert a cölibátust megsértve megnősült. De ő is utód nélkül hunyt el 1627-ben, emiatt kitört a mantovai örökösödési háború (1628–1631), amely a Mantovai Hercegséghez tartozó Monferratóért is folyt, ezért „második monferratói örökösödési háborúnak” is nevezik. A háborút lezáró cherascói békeszerződés (1631. április 6.) értelmében a Monferratói Hercegség területének egy része a Gonzaga-Nevers-ház (a Gonzagák oldalága), másik része a Savoyai-ház uralma alá került. 1648-ban a Savoyai-ház hivatalosan is bejelentette igényét a Monferratói Hercegség összes területeire.
1703-ban, a spanyol örökösödési háború idején Habsburg I. Lipót német-római császár Monferrató teljes területét (mint császári hűbérbirtokot) odaígérte II. Viktor Amadé savoyai hercegnek, cserébe azért, hogy a Savoyai Hercegség hadba lép Franciaország ellen, a Habsburg Birodalom oldalán. 1707-ben a német-római császári hadsereg elfoglalta a Monferratói Hercegséget. Az 1705-ben elhunyt Lipót utódja, I. József császár a hercegséget 1708. június 30-án kelt rendeletével elvette a Gonzaga-Nevers-háztól. Az 1713-as utrechti békeszerződés értelmében a Monferratói államot (746 éven át tartó de facto függetlenség után) megszüntették és a Savoyai-ház államaihoz (États de Savoie) csatolták.

## A Monferratói Hercegség uralkodói

### A Gonzaga-ház hercegei, 1574−1627
| Név                               | Uralkodott | Megjegyzés |
| --------------------------------- | ---------- | --- |
| X. Vilmos (Guglielmo Gonzaga)     | 1574–1587  | - 1550 –1587: Mantova hercege - 1550–1574: Monferrato őrgrófja - 1574–1587: Monferrato hercege                                 |
| I. Vince (Vincenzo I Gonzaga)     | 1587−1612  | Vilmos herceg fia, Mantova hercege                                                                                             |
| IV. Ferenc (Francesco IV Gonzaga) | 1612–1612  | I. Vince fia, Mantova hercege. Korai halála (1612) robbantotta ki az első monferratói örökösödési háborút (1613–1617)          |
| Ferdinánd (Ferdinando Gonzaga)    | 1612–1626  | I. Vince fia, IV. Ferenc testvéröccse, Mantova hercege, bíboros                                                                |
| II. Vince (Vincenzo II Gonzaga)   | 1626–1627  | I. Vince fia, Mantova hercege. Utód nélküli halála (1627) robbantotta ki a második monferratói örökösödési háborút (1628–1631) |

### A Gonzaga–Nevers-ház hercegei, 1627−1708
| Név                                                   | Uralkodott | Megjegyzés |
| ----------------------------------------------------- | ---------- | --- |
| I. Károly (Carlo I di Gonzaga-Nevers)                 | 1627–1637  | II. Vince unokafivére, Nevers grófja, Mantova hercege. |
| II. Károly (Carlo I di Gonzaga-Nevers)                | 1637–1665  | I. Károly unokája, Mantova hercege. 1637–1647 között anyjának, Maria Gonzagának régenssége alatt.                                                               |
| Ferdinánd Károly (Ferdinando Carlo di Gonzaga-Nevers) | 1665–1708  | Monferrato utolsó uralkodója, Mantova és Guastalla hercege. Halálakor (1708) az országot a Savoyai-ház birtokaihoz (États de Savoie / Stato sabaudo) csatolták. |